# Konrad Gumbel
Konrad Gumbel (* 20. Oktober 1886 in Falkenberg; † 29. Dezember 1962 in Gießen) war ein hessischer Politiker (SPD) und ehemaliger Abgeordneter des Hessischen Landtags.

## Ausbildung und Beruf
Konrad Gumbel war der Sohn des Wagners (Johann) Heinrich Gumbel und seiner Frau Barbara Elisabeth, geborene Hassenpflug. Er war mit Margaretha Johanna Ida, geborene Sader verheiratet. Konrad Gumbel war evangelisch.
Konrad Gumbel machte nach dem Besuch der Volksschule eine Formerlehre. Als Teilnehmer im Ersten Weltkrieg wurde er verletzt und schied mit Kriegserblindung aus dem Militärdienst aus. Er besuchte die Blindenstudienanstalt Marburg und studierte Volkswirtschaft in Marburg und Gießen. Das Studium schloss er als Diplom-Volkswirt ab und promovierte zum Dr. rer. pol. Anschließend arbeitete er als Dozent an Volkshochschulen und Bildungseinrichtungen der SPD. Seit 1945 war er Leiter des Versorgungsamtes Gießen.

## Politik
Konrad Gumbel war 1906 bis 1933 Mitglied des Deutschen Metallarbeiter-Verbandes und vor 1933 Mitglied und Funktionär der SPD.
1929 bis 1933 war er Stadtverordneter in Gießen und vom 7. Dezember 1931 bis 7. Juli 1933 Mitglied des Landtags des Volksstaates Hessen.
Nach der Machtergreifung der Nationalsozialisten konnte er seine politische Arbeit nicht fortsetzen. Vom 15. Juli 1946 bis 30. November 1946 war er Mitglied der Verfassungberatenden Landesversammlung Groß-Hessen und vom 1. Dezember 1946 bis 30. November 1954 zwei Wahlperioden lang Mitglied des Hessischen Landtags.